# François-Louis Renou-Weibel
Pour les articles homonymes, voir Renou.
François-Louis Renou-Weibel, né le 23 mars 1803 à Lausanne et mort le 11 décembre 1871 ibidem, est un industriel suisse, propriétaire d'une fabrique de draps.

## Biographie
François-Louis Renou-Weibel est l'arrière-petit fils de Jean-Baptiste et Marie-Madeleine Renou, originaires de Normandie, qui ont quitté la France pour s'établir à Lausanne en 1748 et y ont créé une petite manufacture de draps, puis une filature de coton. Jacob Renou, le père de François-Louis, déplace l'entreprise familiale, toujours à Lausanne, en Couvaloup, en achetant et transformant un moulin. Il agrandit ainsi la fabrique et y installe de plus un atelier de tissage de laine. À la mort de Jacob Renou en 1846, ses deux fils reprennent l'entreprise : François-Louis Renou-Weibel s'occupe principalement de la fabrique de draps et de la filature de laine alors qu'Alexandre dirige la teinturerie de coton. Le second nom de François-Louis, Weibel, provient de son mariage en 1836 avec Henriette Weibel.
Dès 1845, François-Louis Renou-Weibel devient membre de la Chambre de commerce et des monnaies (où il remplace Charles-Amédée Kohler) puis, entre 1846 et 1849, de la Commission de l'agriculture, de l'industrie et du commerce, et du Comité de surveillance de la Banque cantonale vaudoise entre 1852 et 1861. Il siège au conseil communal de 1845 à 1849. Il crée encore sur le site d'en Couvaloup une huilerie, qui fonctionnera jusque vers 1930. Il reste à la tête de l'entreprise jusqu'à sa mort ; elle cessera son activité peu après,.